# Ordinarius
Ordinarius, svensk flertalsform ordinarier, var från 1557 från 1608 beteckningen på en kyrklig ämbetsman som var chef för ett stift i Svenska kyrkan. Beteckningen var likvärdig med biskop, men användes främst som beteckning på chefen för ett nyskapat stift som bröts ut ur ett större stift under perioden närmast efter reformationen i Sverige. Efter en period blev biskop åter den enda beteckningen på den högsta kyrkliga ämbetsmannen i ett stift.

## Historik
Efter reformationen eftersträvade Gustav Vasa att bryta biskoparnas makt genom att dela upp deras stift.
Därför anställdes inom Uppsala stift två nya ordinarier, den ena i Stockholm för denna stad (befattningen fanns där 1557–1565), och den andre i Gävle (1557–1569) för Norrland. Inom det forna Linköpings stift förekom inte mindre än tre ordinarier: en i Linköping för Östergötland, en i Kalmar för östra Småland och Öland samt en i Jönköping (1558–1569) för norra Småland.
Från Strängnäs stift avsöndrades Närke med en ordinarius i Örebro (1557–1570), och från Västerås stift Dalarna med en ordinarius i Stora Tuna socken (1571–1577 och 1608). Alla stiften var således delade utom Skara stift och det förut till omfånget tämligen ringa Växjö stift, som däremot år 1555 utökades med Sunnerbo, Östbo och Västbo härader.